# بندسر (رامند الجنوبي)
بندسر (بالفارسية: بندسر) هي قرية تقع في إيران في قسم رامند الجنوبي الريفي. يقدر عدد سكانها بـ 188 نسمة .